# 다 함께 춤을
다 함께 춤을(Ta Ra Rum Pum)은 인도에서 제작된 시따하트 아난드 감독의 2007년 코미디, 가족 영화이다. 사이프 알리 칸 등이 주연으로 출연하였고 아딧야 초프라 등이 제작에 참여하였다.

## 출연

### 주연
- 사이프 알리 칸
- 라니 무케르지

### 조연
- 빅 아빌스
- 메리 고긴
- 베스 고스넬
- 오스틴 제임스
- 로노버 라히리
- 아론 밀스
- 캐트리나 먼데이
- 엠버 난
- 칼 페렉
- 프라샨트 샤
- 에번 톰슨
- 켄 톰슨
- 유네스 B. 자디
- 데이빗 로우

## 제작진
- 라인프로듀서: 프라샨트 샤
- 의상: 슈리리 고엘
- 배역: 숀 파워스
- 배역: 리타 파워스
- 배역: 맥산 크로츠